# Вілюс Каралюс
«Вілюс Каралюс» («Vilius Karalius») — радянський трисерійний телефільм 1988 року, знятий режисером Відмантасом Бачюлісом на Литовській кіностудії.

## Сюжет
За однойменним романом Єви Симонайтіте. Фільм розповідає про життя села Малої Литви наприкінці XIX — початку XX століття. Старий Каралюс перед смертю заповів своїм синам жити дружно і не забувати про своє литовське коріння. Але для Вілюса Караліса головне — жити багато. Він одружується з красунею Греті. Трагічно закінчується життя старшого Каралюса. Зламалася і Грета. Але їхні сини витримають усі життєві випробування

## У ролях
- Кястутіс Жилінскас — Вілюс Каралюс
- Ріманте Крілавічюте — Грете
- Дануте Юроніте-Зельчювене — Каралене
- Вальдас Ятаутіс — Каралюс
- Далюс Мертінас — Мартінас
- Рамунас Жилакаускас — Анскіс
- Аліна Мікітавічюте — Маре
- М. Дручюнас — Вілюс в дитинстві
- Р. Зайцевас — Анскіс в дитинстві
- М. Рімантас — Мартінас в дитинстві
- Ю. Кашильоніте — Маре в дитинстві
- Д. Зечюте — Грете в дитинстві
- А. Лебрікас — Кріступас
- Віда Кояліте — Барбе
- Нійоле Нармонтайте — Ільже
- Баліс Бараускас — Плоніс
- Марія Чярняускайте — Плонене
- Фаустіна Лаурінайтіте — Мачкене
- Вітаутас Канцлеріс — Шальтейкю Шальтейкіс
- Леонардас Зельчюс — Шальтейкю Вілкас
- Антанас Саулявічюс — Стагарас
- Ромуалдас Урвініс — Гаубіс
- Гедимінас Карка — Гервінас
- Хенріка Хокушайте — Гервінене
- Вітаутас Бенокрайтіс — Усніс
- Валерія Марцинкявічюте — Уснене
- Аста Ейнікіте — Ане Мартінайтіте
- Вікторас Валашинас — Мартінайтіс
- Нійоле Лепешкайте — Мартінайтене
- Ідалія Крікщонайтіте — Таутрімене
- Вацловас Бледіс — Юрайтіс
- Регіна Зданавічюте — Юрайтене
- Гінтаутас Печюра — Вілкас
- Віргінія Коханскіте — Вількене
- Таурас Чижас — Мартінас Вілкас
- Аудріс Мечісловас Хадаравічюс — ксьондз
- Рімантас Тересас — Герберіс
- Егле Бараускайте — Лене
- Ремігіюс Вілкайтіс — епізод
- Дарюс Мяшкаускас — молодий наймит
- Віолетта Подольскайте — Пемпене
- Гедимінас Пранцкунас — Пемпе
- Вітаутас Румшас — Бернотас
- Саулюс Сіпаріс — Краузе
- Даля Сторік — Гайдене
- Фелікс Ейнас — Шмітас
- Юозас Ярушявічюс — Куршайтіс
- Е. Маркявічюс — Вілюкас
- Альбінас Буднікас — Гайдіс, сват
- Міколас Пяткявічюс — епізод
- Аурімас Бабкаускас — епізод
- Номеда Бечюте — епізод
- Біруте Діджгальвіте — епізод
- Егле Гібавічюте — епізод
- Бронюс Гражис — епізод
- Валентінас Клімас — епізод
- Альгірдас Кубілюс — епізод
- Маріте Маслаускайте — епізод
- А. Нармонтайте — епізод
- Сігітас Рамяліс — епізод
- Лігія Рібайтене — епізод
- Повілас Станкус — епізод
- Гражвідас Удренас — епізод
- Ірена Васюліте — епізод
- Альгірдас Венскунас — епізод
- Альгімантас Вощікас — епізод
- Юозас Мешкаускас — епізод
- Юрате Онайтіте — господарка корчми
- Сігітас Рачкіс — епізод
- Арвідас Дапшис — пруський офіцер
- Валентина Леонавічюте — епізод
- Регіна Шальтяніте — епізод
- Кястутіс Маціяускас — Пранас
- М. Маціяускене — епізод
- Чесловас Юдейкіс — епізод
- Гінтарас Мікалаускас — молодий наймит
- Алдона Друктейніте — епізод
- Міндаугас Цапас — хлопець на похоронах

## Знімальна група
- Режисер — Відмантас Бачюліс
- Сценарист — Відмантас Бачюліс
- Оператор — Зігмас Гружинскас
- Композитор — Міндаугас Урбайтіс
- Художник — Вітаутас Меркіс